# Duelul lung

Duelul lung  (titlul original: în engleză ) este un film din 1967 regizat de Ken Annakin.

## Rezumat
Superintendentul Stafford al Poliției Unite ale Provinciilor si oamenii lui au arestat un trib întreg sub acuzații vagi de braconaj și furt în India Britanică. Liderul lor, Sultan, tatăl unui băiat, Munnu, si a cărui soție, Tara, așteaptă al doilea copil, este de asemenea arestat și ținut într-o celulă cu infractori din Fort Najibabad. Sultan, Tara și mulți alții reușesc să evadeze. Sultanul, cu ajutorul oamenilor săi, decide să se revolte împotriva britanicilor opresivi, care au creat o unitate mobilă, condusă de Freddy Young, pentru a face față acestei revolte, precum și anunța o răsplată de 500 de rupi, dar Sultan reușește să se elibereze.
Apoi, în mijlocul ciocnirilor dintre Freddy și Stafford intervine si Jane Stafford, care face cunoscut că tribul lui Sultan va fi transportat cu trenul într-un complex din Delhi. Această veste ajunge la Sultan și se pregătește să atace trenul și să-i elibereze pe oamenii săi, fără să cunoască capcanele pe care el și oamenii săi le vor confrunta în curând.

## Distribuție
- Yul Brynner - Sultan
- Trevor Howard - Young
- Harry Andrews - Stafford
- Charlotte Rampling - Jane
- Virginia North - Champa
- Andrew Keir - Gungaram
- Laurence Naismith - McDougal
- Maurice Denham - Governor
- George Pastell - Ram Ghand
- Antoñito Ruiz - Munnu
- Imogen Hassall - Tara
- Paul Hardwick - Jamadar
- David Sumner - Gyan Singh
- Rafiq Anwar - Pahelwan
- Shivendra Sinha - Abdul
- Zohra Sehgal - Devi
- Dino Shafeek - Akbar
- Patrick Newell - Colonel
- Jeremy Lloyd - Crabbe
- Terence Alexander - Major
- Marianne Stone - Major's Wife
- Edward Fox - Hardwicke